# Nationalisme coréen
Le nationalisme coréen (coréen : 한국 국민주의) peut être vu dans deux contextes différents. L'un englobe divers mouvements à travers l'histoire pour maintenir l'identité culturelle, l'histoire et l'ethnicité (ou « race ») coréenne. Ce nationalisme ethnique est forgé principalement en opposition à l'invasion et à la domination étrangères. Le second contexte englobe la façon dont le nationalisme coréen a changé après la partition de 1945. Aujourd'hui, le premier tend à prédominer.
Le terme « sang pur » fait référence à la croyance selon laquelle le peuple coréen est une « race pure » descendant d'un seul ancêtre. Invoquée pendant la période de résistance à la domination coloniale, cette idée a donné aux Coréens un sentiment d'homogénéité ethnique et de fierté nationale, et peut être un catalyseur de discrimination et de préjugés raciaux.
Le courant dominant du nationalisme en Corée du Sud a tendance à être romantique (plus précisément ethnique ou « racial »), plutôt que civique. Cette forme de nationalisme romantique entre souvent en concurrence avec l'identité nationale civique plus formelle et structurée et l'affaiblit. L'absence de nationalisme d'État (c'est-à-dire de patriotisme) chez les Sud-Coréens se manifeste de différentes manières. Par exemple, il n'y a pas de fête nationale qui commémore uniquement l'État lui-même, et de nombreux Sud-Coréens ignorent la date exacte de la fondation de leur pays (c'est-à-dire le 15 août 1948).
Le nationalisme ethnique romantique est également très présent en Corée du Nord, bien que, contrairement à la Corée du Sud, le nationalisme civique et le nationalisme ethnique ne se concurrencent pas mais coexistent et se renforcent mutuellement. Cela peut être attribué à l'idéologie étatique du juche, qui utilise l'identité ethnique pour renforcer le pouvoir et le contrôle de l'État.
En Corée du Sud, le nationalisme coréen se divise largement en deux catégories : le « nationalisme ethnique », qui n'a aucun lien significatif avec les mouvements politiques et est quelque peu raciste, et le « nationalisme libéral », non raciste/anti-impérialiste, qui forme un camp politique de centre gauche, modernisé et raffiné.

## Histoire
Historiquement, les principaux objectifs du mouvement nationaliste coréen étaient la promotion et la protection de la culture antique et de l'identité nationale de la Corée contre l'influence étrangère, ainsi que la promotion du mouvement indépendantiste sous la domination japonaise. Pour obtenir l'autonomie politique et culturelle, il a d'abord dû promouvoir la dépendance culturelle de la Corée. Pour cette raison, le mouvement nationaliste exigeait la restauration et la préservation de la culture traditionnelle coréenne. Le mouvement paysan Donghak (apprentissage de l'Est), également connu sous le nom de la rébellion paysanne du Donghak, qui commence dans les années 1870, peut être considéré comme une forme précoce de ce qui va devenir le mouvement de résistance nationaliste coréen contre les influences étrangères. Il est remplacé par le mouvement de l'Armée vertueuse et, plus tard, par une série de mouvements de résistance coréens qui conduisent, en partie, au statut actuel des deux nations coréennes.

### Mouvements de résistance nationale
À la fin du XIXe siècle, le nationalisme en Corée est une forme de résistance, mais avec des différences significatives entre le Nord et le Sud. Depuis l'intrusion de puissances étrangères à la fin du XIXe siècle, les Coréens doivent construire leur identité d'une manière qui les oppose aux étrangers. Ils sont témoins et participent à toute une série d'actions nationalistes au cours du siècle dernier, mais ils résistent tous d'une manière ou d'une autre aux influences étrangères. Pendant la période coloniale, les nationalistes coréens poursuivent la lutte pour l'indépendance, luttant contre le Japon impérial en Corée, la Chine en particulier la Mandchourie et la Chine historique et l'Extrême-Orient russe. Ils forment des « gouvernements en exil », des armées et des groupes secrets pour combattre les Japonais où qu'ils se trouvent.

### Partition de la Corée
La Corée est divisée au 38e parallèle entre le nord et le sud par les puissances alliées en 1945, dans le cadre du désarmement de l'empire du Japon. La division est perpétuée par des régimes rivaux, des idéologies opposées et la politique mondiale ; elle est encore accentuée par un sens différent de l'identité nationale découlant de l'histoire, de la politique, des systèmes de classes et des rôles particuliers des Coréens de part et d'autre de la frontière. En conséquence, le nationalisme coréen de la fin du XXe siècle est imprégné de la division entre le Nord et le Sud. Chaque régime adopte sa propre forme de nationalisme, différente de celle de la partie adverse, qui cherche néanmoins à englober l'ensemble de la péninsule coréenne.

### Réunification de la Corée
La réunification des deux Corées est une question étroitement liée au nationalisme coréen. Le nationalisme ethnique qui prévaut dans la société coréenne jouera probablement un rôle important dans le processus d'unification, s'il se concrétise. Comme l'affirme Gi-Wook Shin, « la conscience ethnique non seulement légitimerait la volonté d'unification, mais elle pourrait aussi constituer un terrain d'entente, surtout au début du processus d'unification, nécessaire pour faciliter une intégration harmonieuse des deux systèmes ».

## Nationalisme étatique

### Corée du Nord

Drapeau de la Corée du Nord.

En Corée du Nord, le nationalisme est incorporé dans l'idéologie étatique du juche. Cette idée prétend que « l'homme est le maître de tout et décide de tout », et que le peuple coréen est le maître de la révolution coréenne. Juche est une composante du système politique nord-coréen. Le mot signifie littéralement « corps principal » ou « sujet » ; il est également traduit dans des sources nord-coréennes par « position indépendante » et « esprit d'autonomie ».
Contrairement aux Sud-Coréens, les Nord-Coréens croient généralement que leur État et la « race coréenne » (en anglais : Minjok) sont analogues. Ainsi, ils se renforcent mutuellement au lieu de saper l'un l'autre comme en Corée du Sud,,.
Même les Nord-Coréens qui n'admirent peut-être pas particulièrement les dirigeants de leur pays resteront patriotiques envers leur État. Les symboles de l'État nord-coréen, tels que l'emblème national et le drapeau, sont cités comme un exemple de la tentative de la Corée du Nord de construire un nationalisme civique, contrairement aux symboles de l'État sud-coréen, qui utilisent des motifs ouvertement racistes et un symbolisme ethnique.

### Corée du Sud
Le nationalisme d'État (ou patriotisme) en Corée du Sud est faible par rapport au nationalisme racial plus important,. En conséquence, certains commentateurs décrivent l'État sud-coréen aux yeux des Sud-Coréens comme constituant « une république mal aimée »,. Considérant qu'en Corée du Nord, la plupart de ses citoyens considèrent leur État et leur « race » comme une seule et même chose,, En revanche, la plupart des Sud-Coréens ont tendance à considérer la « race coréenne » et leur État comme des entités distinctes en raison de l'existence d'un État coréen concurrent en Corée du Nord. Selon le chercheur coréen Brian Reynolds Myers, professeur à l'Université de Dongseo, alors que le nationalisme racial en Corée du Nord renforce le patriotisme envers l'État et vice versa, en Corée du Sud, elle la mine.
En raison de l'appui traditionnel de l'État au nationalisme racial encouragé au XXe siècle, les Sud-Coréens en sont venus à considérer les réalisations positives comme le résultat de caractéristiques raciales inhérentes, tandis que les événements négatifs sont attribués à l'incompétence et à la malveillance de l'État sud-coréen,,.

Drapeau de la Corée du Sud.

Il est dit que l'une des raisons pour lesquelles l'État sud-coréen a décidé, au cours du XXe siècle, de privilégier le nationalisme racial plutôt que le nationalisme civique, c'est qu'en tant que junte militaire autoritaire à l'époque, il ne voulait pas exalter les principes républicains qui pourraient être utilisés pour le critiquer à son tour. Paradoxalement, bien qu'encouragé par un régime de droite à l'époque, le nationalisme racial en Corée du Sud est aujourd'hui partagé par tous les partis politiques. Par exemple, lorsque le serment d'allégeance de la Corée du Sud a été reformulé en 2007 pour employer un langage moins raciste, ce sont les Sud-Coréens de gauche qui se sont notamment opposés à ce changement.
L'absence de nationalisme étatique (ou de patriotisme) des Sud-Coréens se manifeste de différentes manières dans la société du pays. Par exemple, il n'y a pas de fête nationale qui commémore uniquement l'État lui-même et de nombreux Sud-Coréens ne connaissent pas la date exacte de la fondation de leur pays. L'analogue le plus proche, le Jeheonjeol, a cessé d'être un jour férié national en 2008. La fête de la libération, célébrée chaque année en août, coïncide avec la création de l'État sud-coréen. Cependant, les célébrations pendant les vacances choisissent d'abandonner les commémorations de l'État sud-coréen ou de sa création au profit de focaliser et d'exalter d'autres aspects. 
Le phénomène "Corée d'enfer" et le désir d'immigrer de nombreux Sud-Coréens ont également été cités comme exemple du manque général de patriotisme nationaliste des Sud-Coréens à l'égard de leur État. L'absence de nationalisme étatique se manifeste également dans la diplomatie ; l'absence de réaction ferme et résolue de la Corée du Sud aux attaques nord-coréennes contre elle en 2010 (c'est-à-dire le naufrage du ROKS Cheonan et le bombardement de Yeonpyeong) a été attribuée à l'absence de sentiment nationaliste de la Corée du Sud, considérant ces attaques comme de simples affronts à l'État,. En revanche, les revendications japonaises sur le territoire revendiqué par la Corée du Sud sont perçues comme un affront à la race coréenne et suscitent donc une réaction plus vigoureuse de la part des Sud-Coréens.
Même les symboles de l'État qui sont ostensiblement civiques, comme l'hymne national, l'emblème de l'État et le drapeau national, contiennent des références nationalistes raciales (comme la fleur d'Hibiscus syriacus) au lieu de références républicaines ou civiques. Ainsi, le drapeau sud-coréen est souvent perçu par les Sud-Coréens comme représentant la « race coréenne » plutôt que simplement la Corée du Sud elle-même. En conséquence, la grande majorité des Sud-Coréens traiteront presque toujours leur drapeau national avec révérence et respect, contrairement à d'autres pays où les citoyens profaneraient leur drapeau national en tant que déclarations politiques ou en signe de protestation.
L'une des raisons avancées pour expliquer le manque de soutien ou d'affinité des Sud-Coréens à l'égard de l'État sud-coréen tient à l'idée fausse populaire selon laquelle seule la Corée du Nord a purgé son régime des collaborateurs pro-japonais de la période coloniale, et que la Corée du Sud ne l'a pas fait,,,.

## Sujets de tensions

### Sentiment antijaponais
Le nationalisme coréen contemporain, du moins en Corée du Sud, incorpore souvent le sentiment anti-japonais comme élément central de son idéologie.
Selon Robert E. Kelly, professeur à l'Université nationale de Pusan, le sentiment anti-japonais en Corée du Sud provient non seulement des atrocités commises par le Japon pendant l'occupation, mais aussi de la division de la péninsule coréenne. En conséquence, dit Kelly, les Sud-Coréens expriment leur colère, qu'elle émane de la division coréenne ou non, contre le Japon , et en raison de la nature racialisée du nationalisme coréen, on considère que les Sud-Coréens sont trop hostiles à la Corée du Nord. Une explication théorique du lien entre la division coréenne et le sentiment anti-japonais persistant a été proposée dans une étude utilisant un cadre de sécurité ontologique.

### Sentiment antiaméricain
L'antiaméricanisme en Corée commence avec les premiers contacts entre les deux nations et se poursuit après la partition de la Corée. Tant en Corée du Nord qu'en Corée du Sud, l'antiaméricanisme après la guerre de Corée se concentré sur la présence et le comportement du personnel militaire américain (USFK), aggravé en particulier par des accidents ou des crimes très médiatisés commis par des militaires américains, avec divers crimes comme le viol et l'agression, entre autres.
L'incident de la route de Yangju, en 2002, enflamme particulièrement les mouvements antiaméricains. La présence militaire américaine continue en Corée du Sud, en particulier à la garnison de Yongsan (sur une base précédemment utilisée par l'armée impériale japonaise pendant la période coloniale), au centre de Séoul, demeure une question controversée. Bien que des protestations aient surgi au sujet d'incidents spécifiques, elles reflètent souvent des ressentiments plus profonds de l'histoire. Robert Hathaway, directeur du programme Asie du Wilson Center, suggère que « la montée du sentiment antiaméricain au Japon et en Corée du Sud ne doit pas être considérée comme une simple réaction aux politiques et aux actions américaines, mais comme le reflet de tendances et de développements intérieurs plus profonds dans ces pays asiatiques ».
L'antiaméricanisme coréen d'après-guerre est alimenté par l'occupation américaine des troupes USFK et le soutien au régime autoritaire de Park Chung Hee, ainsi que par ce qui a été perçu comme une approbation américaine des tactiques brutales utilisées dans le soulèvement de Gwangju.